# ATnet
ATnet war ein österreichischer Internet-Provider. ATnet wurde 1994 im Rahmen der Aktion „Wissenschaftler gründen Firmen“ von Dr. Franz Penz gegründet und setzte seitdem Meilensteine in der österreichischen ISP-Landschaft.
Neben der ersten erfolgreichen Anwendung von HDSL-Technologie für Internetanbindungen, dem Aufbau des ersten kommerziellen Datacenter sowie dem Erlangen des Status der ersten österreichischen 6Bone-pTLA und der ersten Benutzeranbindung über entbündelte Teilnehmeranschlussleitungen (TASL) zählte ATnet mit seiner Entwicklungsorientierung zu den Innovationsführern am österreichischen Breitbandsektor.
ATnet wurde am 1. Februar 2005 aufgekauft und in das Unternehmen EUnet integriert.